# NGC 6014
NGC 6014 is een lensvormig sterrenstelsel in het sterrenbeeld Slang. Het hemelobject werd op 24 april 1830 ontdekt door de Britse astronoom John Herschel.

## Synoniemen
- IC 4586
- UGC 10091
- MCG 1-41-2
- ZWG 51.7
- IRAS15535+0604
- PGC 56413